# Krenner István
Krenner István (Budapest, 1948. október 19.) magyar autodidakta grafikus, karikaturista.

## Életpályája
Szülei: Krenner Ottó fogtechnikus (1917-1988) és Benedek Margit. 1963 óta rajzol karikatúrát, először ifjúsági lapokban, majd a Ludas Matyinál. 1967-1982 között a Központi Állami Kórházban fogtechnikusként dolgozott. 1968-1970 között a MÚOSZ Karikatúra Stúdió diákja volt. 1977 óta a Fiatal Képzőművészek Stúdiójának tagja. 1982 óta a Művészeti Alap tagja. 1982-1991 között a Ludas Matyi, 1991-ben az Új Ludas belső munkatársa volt. 1984-1997 között Föld S. Péterrel több mint 20 szatirikus kiadványt készített. 1991-1998 között a Kurír szatirikus melléklete, az Elefánt szerkesztője volt. 1998 óta a Súlyos című ifjúsági vicclap szerkesztője, és ugyanebben az évben önálló grafikai reklámcéget alapított. 1999-2001 között a Playboy karikatúra szerkesztője volt.
Kiállításai voltak Siófokon, Sárváron, Kőszegen, Montréalban, Tokióban, Frankfurt am Mainben és Párizsban.

## Művei
- Jó játék a horgászat (1985)
- Micu, a csodakandúr (képregény, Kósa Csabával, 1986)
- A téma az ágyban hever (Föld S. Péterrel, 1987)
- Sok a szöveg... (karikatúra-gyűjtemény, 1987)
- Röhög a belosztály (Föld S. Péterrel, 1988)
- Jó játék az akvárium (1988)
- Adócsalók kézikönyve (Föld S. Péterrel, 1988)
- A kutyafáját (Föld S. Péterrel, 1988)
- Autós szextúrák (Föld S. Péterrel, 1988)
- Disznó viccek gyűjteménye (Föld S. Péterrel, 1989)
- Erotikus nemi szex (1998)
- Harmadik félidő (Gálvölgyi Jánossal, 2008)

## Díjai, elismerései
- Moszkvai aranyérem (1971)
- a behringeni Európai Karikatúrafesztivál Lucifer-nagydíja (1986)
- Arany Ceruza-díj (2003)